# Wnioskowanie bayesowskie

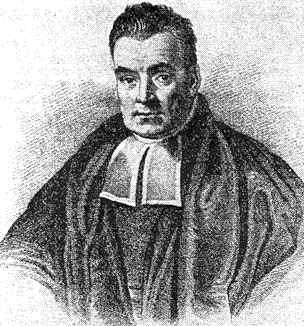
Thomas Bayes

Wnioskowanie bayesowskie (ang. Bayesian inference) – metoda wnioskowania statystycznego, w której korzysta się z twierdzenia Bayesa do aktualizowania prawdopodobieństwa subiektywnego hipotez, opierając się na dotychczasowym prawdopodobieństwie oraz nowych danych. Wnioskowanie bayesowskie jest podstawą statystyki bayesowskiej i znajduje zastosowanie w wielu dziedzinach, takich jak badania naukowe, inżynieria, filozofia, medycyna, sport czy prawo.

## Twierdzenie Bayesa
Twierdzenie Bayesa opisuje zależność pomiędzy prawdopodobieństwem warunkowym zdarzeń {\displaystyle A|B} oraz {\displaystyle B|A.} We wnioskowaniu bayesowskim używa się następujących podstawień:
{\displaystyle P(H\mid E)={\frac {P(E\mid H)\cdot P(H)}{P(E)}}}
Wzór wyraża następującą zależność: prawdopodobieństwo hipotezy H w świetle danych E, odpowiada prawdopodobieństwu danych E przy założeniu hipotezy H, pomnożonemu przez dotychczasowe prawdopodobieństwo hipotezy H, i podzielonemu przez prawdopodobieństwo danych E.
Po sformułowaniu hipotezy naukowej jako modelu matematycznego możemy przy pomocy twierdzenia Bayesa wielokrotnie aktualizować nowe prawdopodobieństwo (a posteriori) tej hipotezy w świetle napływających danych i jej dotychczasowego prawdopodobieństwa (a priori). Zjawiska uważane za mało prawdopodobne a priori wymagają odpowiednio silnych dowodów, aby zmienić przekonanie badacza. Metoda ta pozwala także na dowolne określenie a priori oczekiwanych rozkładów tych parametrów modelu, które nie mają bezpośredniego znaczenia poznawczego, w celu zwiększenia szybkości i precyzji obliczeń.
Metody bayesowskie mają szereg zastosowań praktycznych – pozwalają obliczyć, z użyciem matematycznego modelu badanego zjawiska wraz z jego prawdopodobieństwem, m.in. oszacowania, prognozy i przedziały wiarygodności nieznanych. parametrów, lub weryfikować hipotezy statystyczne z użyciem czynnika Bayesa.

## Metoda wnioskowania bayesowskiego

### Związek z metodami wnioskowania częstościowego oraz innymi podejściami
Zgodnie z argumentami Harolda Jeffreysa i Abrahama Walda, wszystkie metody wnioskowania statystycznego są szczególnym przypadkiem metod bayesowskich. Podejście częstościowe (paradygmat Fishera i Neymana/Pearsona) to zbiór gotowych modeli statystycznych pasujących do wielu typowych rodzajów problemów, opartych na bardzo specyficznych założeniach filozoficznych, skupionych na długoterminowej kontroli błędów decyzyjnych (przede wszystkim tzw. błędów pierwszego i drugiego rodzaju). Ich właściwości są często nieintuicyjne, nie uprawniają na przykład w sensie technicznym do wyciągania wprost wniosków z wartości p na temat subiektywnego prawdopodobieństwa hipotez. Podejście bayesowskie natomiast pozwala na wyciąganie takich epistemologicznych wniosków.

### Prawdopodobieństwo subiektywne
Przykład użyty przez Savage (1961) ilustruje znaczenie prawdopodobieństwa subiektywnego. Polecił on czytelnikom wyobrażenie sobie trzech eksperymentów statystycznych:
1. Ekspert z dziedziny muzyki twierdzi, że jest zdolny odróżnić muzykę Haydna od Mozarta na podstawie dowolnej strony z zapisem nutowym tych kompozytorów. W dziesięciu próbach wykonuje to zadanie poprawnie za każdym razem.
2. Kobieta, która lubi dodawać mleko do herbaty, uważa, że jest w stanie rozpoznać, czy do kubka wlano najpierw herbatę czy mleko. W dziesięciu próbach, rozpoznaje to prawidłowo w każdym przypadku.
3. Twój nietrzeźwy znajomy stwierdza, że jest w stanie przewidzieć wynik rzutu monetą. W dziesięciu próbach przeprowadzonych w celu sprawdzenia jego słów, właściwie przewiduje wszystkich dziesięć rzutów.

Ortodoksyjny, jednostronny test istotności w podejściu częstościowym w każdym powyższym eksperymencie każe odrzucić hipotezę zerową na poziomie istotności niższym niż 2−10. Daje zatem przesłanki by uznać każdy z wyników za dowód na rzecz przedstawionych twierdzeń. Jednakże w każdej kolejnej sytuacji badana hipoteza może wydawać się czytelnikowi coraz mniej wiarygodna, i wymagająca większej liczby dowodów by być przekonującą. Choć konstrukcja wszystkich tych eksperymentów jest z perspektywy statystyki identyczna, przedstawione przykłady zdaniem Savage’a demonstrują, że ludzie w praktyce stosują prawdopodobieństwo subiektywne, i przypisują każdemu twierdzeniu pewne prawdopodobieństwo a priori, które powinno być uwzględniane w procedurach wnioskowania statystycznego. Wnioskowanie bayesowskie jest jednym z rozwiązań, które na to pozwalają.

### Formalny opis wnioskowania bayesowskiego

#### Definicje
- {\displaystyle x,} jednostkowa obserwacja. Może to być wektor wartości.
- {\displaystyle \theta ,} parametr obserwacji, tj. {\displaystyle x\sim p(x\mid \theta ).} Może to być wektor parametrów.
- {\displaystyle \alpha ,} hiperparametr parametru, tj. {\displaystyle \theta \sim p(\theta \mid \alpha ).} Może to być wektor hiperparametrów.
- {\displaystyle \mathbf {X} ,} zbiór {\displaystyle n} jednostkowych obserwacji, tj. {\displaystyle x_{1},\ldots ,x_{n}.}
- {\displaystyle {\tilde {x}},} nowa jednostkowa obserwacja, której rozkład ma być prognozowany.

#### Wnioskowanie bayesowskie
- Rozkład a priori (in. aprioryczny, zaczątkowy[5]) to rozkład parametrów przyjęty przed zaobserwowaniem jakichkolwiek danych, tj. {\displaystyle {\color {Red}p(\theta \mid \alpha )}.} Reprezentuje wiedzę z jaką badacz rozpoczyna badanie.
- Kryterium wyboru rozkładu a priori może być niejasne. W przypadku niepewności można zastosować rozkłady nieinformacyjne, np. rozkład aprioryczny Jeffreysa lub rozkład jednostajny.
- Rozkład z próby to rozkład obserwacji, zależnych od ich parametrów, tj. {\displaystyle {\color {NavyBlue}p(\mathbf {X} \mid \theta )}.} Nazywa się go również wiarygodnością, szczególnie gdy rozpatruje się ją jako funkcję parametrów, tj. {\displaystyle \operatorname {L} (\theta \mid \mathbf {X} )={\color {NavyBlue}p(\mathbf {X} \mid \theta )}.}
- Wiarygodność brzegowa (nazywana też dowodem) to rozkład zaobserwowanych danych w gęstości brzegowej względem parametrów, tj. {\displaystyle p(\mathbf {X} \mid \alpha )=\int _{\theta }{\color {NavyBlue}p(\mathbf {X} \mid \theta )}{\color {Red}p(\theta \mid \alpha )}\operatorname {d} \!\theta .}
- Rozkład a posteriori (in. wynikowy[5]) to rozkład parametrów po uwzględnieniu zaobserwowanych danych. Jest określany przy pomocy twierdzenia Bayesa:

{\displaystyle p(\theta \mid \mathbf {X} ,\alpha )={\frac {{\color {NavyBlue}p(\mathbf {X} \mid \theta )}{\color {Red}p(\theta \mid \alpha )}}{p(\mathbf {X} \mid \alpha )}}\propto {\color {NavyBlue}p(\mathbf {X} \mid \theta )}{\color {Red}p(\theta \mid \alpha )}}
Można to wyrazić słownie jako „rozkład a posteriori jest proporcjonalny do rozkładu a priori pomnożonego przez wiarygodność”, albo „rozkład a posteriori równy jest rozkładowi a priori pomnożonemu przez wiarygodność i podzielonemu przez wiarygodność brzegową”.

#### Prognozowanie bayesowskie
- Rozkład prognostyczny a posteriori to rozkład nowej obserwacji w gęstości krańcowej względem rozkładu a posteriori:

{\displaystyle p({\tilde {x}}\mid \mathbf {X} ,\alpha )=\int _{\theta }p({\tilde {x}}\mid \theta )p(\theta \mid \mathbf {X} ,\alpha )\operatorname {d} \!\theta }
- Rozkład prognostyczny a priori to, analogicznie, rozkład nowej obserwacji w gęstości krańcowej względem rozkładu a priori:

{\displaystyle p({\tilde {x}}\mid \alpha )=\int _{\theta }p({\tilde {x}}\mid \theta ){\color {Red}p(\theta \mid \alpha )}\operatorname {d} \!\theta }
Rezultatem prognozowania bayesowskiego nie jest punkt, ale cały rozkład prawdopodobieństwa wartości, jakie mogą przyjmować obserwacje.

## Zastosowania
Metody bayesowskie są stosowane m.in. w uczeniu maszynowym i sztucznej inteligencji, klasyfikacji statystycznej (np. rozpoznawaniu spamu), badaniach naukowych czy prognozach wyborczych, medycznych lub sportowych.
Narzędzia, które pozwalają stosować statystyki bayesowskie w badaniach naukowych, to m.in. wolne i otwarte oprogramowanie takie jak język programowania R oraz zbudowany na bazie R pakiet statystyczny z graficznym interfejsem użytkownika JASP.